# Tabelras
Tabelras är en försvenskning av latinets tabula rasa, tavla utan skrift. Uttrycket har fått betydelsen “rent bord” på vilket allting blivit uppätet eller bortspelat, “rent hus” eller ”fullständig förödelse”.
I en av Astrid Lindgrens Emil i Lönneberga-böcker finns det ett kapitel som heter Stora Tabberaset i Katthult. Emil bjuder in alla fattighjonen och ger dem all julmat som finns i huset. När en person tagit det sista som finns på fatet kallades det att man "tagit tabberas".  
Andra kända tabberas är de som Erik "Bullen" Berglund höll på restaurang Le Chapon Fin.